# 双堡子沟遗址
双堡子沟遗址，位于中国甘肃省庄浪县，为一个省级文物保护单位，类型为古遗址。
双堡子沟遗址的历史年代为旧石器时代。